# Abagrotis nanalis
Abagrotis nanalis är en fjärilsart som beskrevs av Augustus Radcliffe Grote 1881. Abagrotis nanalis ingår i släktet Abagrotis och familjen nattflyn. Inga underarter finns listade i Catalogue of Life.